# اسنلر (متروی استانبول)
اسنلر (انگلیسی: Esenler) یکی از ایستگاه‌های شاخه بی خط ام۱ متروی استانبول است.
این ایستگاه که در منطقه اسنلر قرار دارد در سال ۲۰۱۳ تاسیس شده‌است.